# Algonquin (Illinois)
Algonquin ist ein Ort, der teilweise im McHenry- und teilweise im Kane County des US-Bundesstaats Illinois liegt.
Es ist eine der nordwestlichen Vorstädte Chicagos, etwa 64 Kilometer vom Chicago Loop entfernt. Im Jahre 2020 hatte die Stadt laut US Census Bureau 29.700 Einwohner.
Der Ort ist bekannt als der „Juwel des Fox River Valleys“.

## Geografie
Laut der Volkszählung im Jahr 2010 beträgt die Stadtfläche 31,1 Quadratkilometer, davon 98,55 % Land- und 1,45 % Wasserfläche.
Der größte Teil von Algonquin liegt im McHenry County, mit Überlappung zum benachbarten Kane County. 2009 war Algonquin unter den 35 sichersten Städten Amerikas.

## Demografie
Laut der Volkszählung von 2004 lebten zu dem Zeitpunkt 27.900 Einwohner in 8300 Haushalten und 7100 Familien. Die Bevölkerungsdichte betrug 914,3 Einwohner pro Quadratkilometer. In der Stadt gab es 7952 Häuser mit einer Bebauungsdichte von 312,3 Häusern pro Quadratkilometer.
In den Haushalten lebten in 50 % der Fälle Kinder unter 18 Jahren, 74,7 % waren verheiratete Paare, 5,6 % hatten einen weiblichen Haushaltsvorstand und 17,8 % waren keine Familien. In 14,5 % der Fälle handelte es sich um Singlehaushalte und in 3,5 % der Fälle lebten Personen über 65 Jahren allein. Die durchschnittliche Haushaltsgröße betrug 3,02 Einwohner und die durchschnittliche Familiengröße 3,38.
Im Ort waren 32,8 % der Bevölkerung unter dem Alter von 18 Jahren, 5,2 % von 18 bis 24, 36,8 % zwischen 25 und 44 Jahren, 20,0 % zwischen 45 und 64 Jahren und 5,3 % waren 65 Jahre oder älter. Das Durchschnittsalter betrug 34 Jahre. Für je 100 Frauen gab es 98,9 Männer. Für je 100 Frauen im Alter von über 18 Jahren gab es 96,2 Männer.
Das mittlere Einkommen für einen Haushalt betrug 79.730 US-Dollar, und das mittlere Einkommen für eine Familie lag bei 84.437 US-Dollar. Das Pro-Kopf-Einkommen betrug 29.820 US-Dollar. Über 1,0 % der Familien und 1,7 % der Gesamtbevölkerung lebten unterhalb der Armutsgrenze, einschließlich 1,5 % der Befragten unter 18 Jahren und 4,6 % im Alter von 65 oder älter.

## Geschichte
Lange bevor europäische Einwanderer das Gebiet um Algonquin besiedelten, lebten dort Potawatomiindianer. Die ersten Siedler erreichten das Gebiet um 1834. Samuel Gillilan kam aus Virginia, Cornish, Plumleigh, Eli Henderson, Alex Dawson und William Jackson erreichten das Gebiet kurze Zeit später. Zunächst gab es eine Auseinandersetzung um die Namensgebung und Namen wie Denny's Ferry, Cornish Ferry, Cornishville und Osceola wurden diskutiert. Samuel Edwards schlug den Namen Algonquin am 23. Dezember 1847 vor und der Name wurde offiziell übernommen.
Die ersten Anzeichen eines ökonomischen Aufschwungs waren 1855 zu sehen, als die Stadt an das Eisenbahnnetz angeschlossen wurde. Dadurch konnten die Farmer die Märkte in Chicago erreichen. Am 25. Februar 1890 wurde der Ort offiziell gegründet.

## Bekannte Einwohner
- Richard D. Auman, früherer Bürgermeister von Galena, Illinois
- Rockne Brubaker, Eisläufer
- Josh Caterer, Musiker[5]
- Eric Vierneisel (* 1985), Basketballspieler
- Evan Jager (* 1989), Hindernis- und Langstreckenläufer